# ست مولتن
ست مولتن (انگلیسی: Seth Moulton؛ زادهٔ ۲۴ اکتبر ۱۹۷۸) سیاست‌مدار اهل ایالات متحده آمریکا، عضو سابق سپاه تفنگداران دریایی ایالات متحده آمریکا و نماینده مجلس این کشور از ایالت ماساچوست است. او در ۲۲ آوریل ۲۰۱۹ نامزدی خود را برای انتخابات ریاست‌جمهوری ۲۰۲۰ آمریکا اعلام کرد.